# Bundesaufsichtsamt für den Wertpapierhandel
Das Bundesaufsichtsamt für den Wertpapierhandel (BAWe) in Frankfurt am Main war als Aufsichtsbehörde über den Wertpapierhandel zuständig für die Überwachung und Durchsetzung des Wertpapierhandelsgesetzes, des Wertpapiererwerbs- und Übernahmegesetzes und des Wertpapierprospektgesetzes. Das BAWe wurde 1995 gegründet. Erster – und einziger – Präsident des BAWe war Georg Wittich.
Zum 1. Mai 2002 ging es zusammen mit den Bundesaufsichtsämtern für das Kreditwesen (BAKred) und für das Versicherungswesen (BAV) in der neu errichteten Bundesanstalt für Finanzdienstleistungsaufsicht als Allfinanzaufsicht auf.